# Plectropomus
Plectropomus ist eine Gattung der Zackenbarsche (Epinephelidae). Plectropomus-Arten kommen in den Korallenriffen des westlichen und zentralen Indopazifik vor.  Es sind große, primär Fisch fressende Raubfische, die weniger versteckt leben als die Arten der Gattungen Epinephelus und Cephalopholis. Je nach Art erreichen sie Längen von 73 Zentimetern bis 1,25 Metern. Ihr ökologisches Pendant im Atlantik und im östlichen Pazifik sind die Zackenbarsche der Gattung Mycteroperca. 
Plectropomus-Arten werden vom Menschen gefischt und gegessen. Es besteht allerdings immer die Gefahr einer Ciguatera-Vergiftung.

## Merkmale
Plectropomus-Arten haben einen langgestreckten, massiven, zylindrischen, seitlich kaum  zusammengedrückten Körper. Der massige Kopf erreicht etwa ein Drittel der Standardlänge. Das Maul ist immer deutlich länger als der Durchmesser der Augen. Der Unterkiefer steht vor. Im Vorderteil des Kiefers sitzt ein Paar gekrümmter "Hundszähnen", im mittleren Teil des Unterkiefers befinden sich weitere ein bis vier vergrößerte Zähne. Auch Pflugscharbein und Gaumenbein tragen ein dichtes Band kleiner Zähne.
Die Rückenflosse hat zwölf bis 13 Hart- und zehn bis zwölf Weichstrahlen, der dritte oder vierte Hartstrahl ist normalerweise der längste und deutlich länger als die Weichstrahlen. Es gibt keine verlängerten Flossenstrahlen. Die Basis des hartstrahligen Teils der Rückenflosse ist kürzer oder gleich lang wie die Basis des weichstrahligen Teils. Die Afterflosse hat drei Hart- und acht Weichstrahlen, die ersten beiden sind klein und beim ausgewachsenen Barsch kaum zu sehen. Die Brustflossen sind klein und abgerundet, mit 14 bis 18 Flossenstrahlen, die mittleren Flossenstrahlen sind am längsten. Die Bauchflossen haben die gleiche Größe wie die Brustflossen oder sind kleiner. Die Schwanzflosse ist abgerundet, schließt gerade ab oder ist konkav. Sie hat sieben verzweigte Flossenstrahlen in der oberen Hälfte und sechs verzweigte in der unteren Hälfte. Die Schuppen sind glatt oder Ctenoidschuppen.

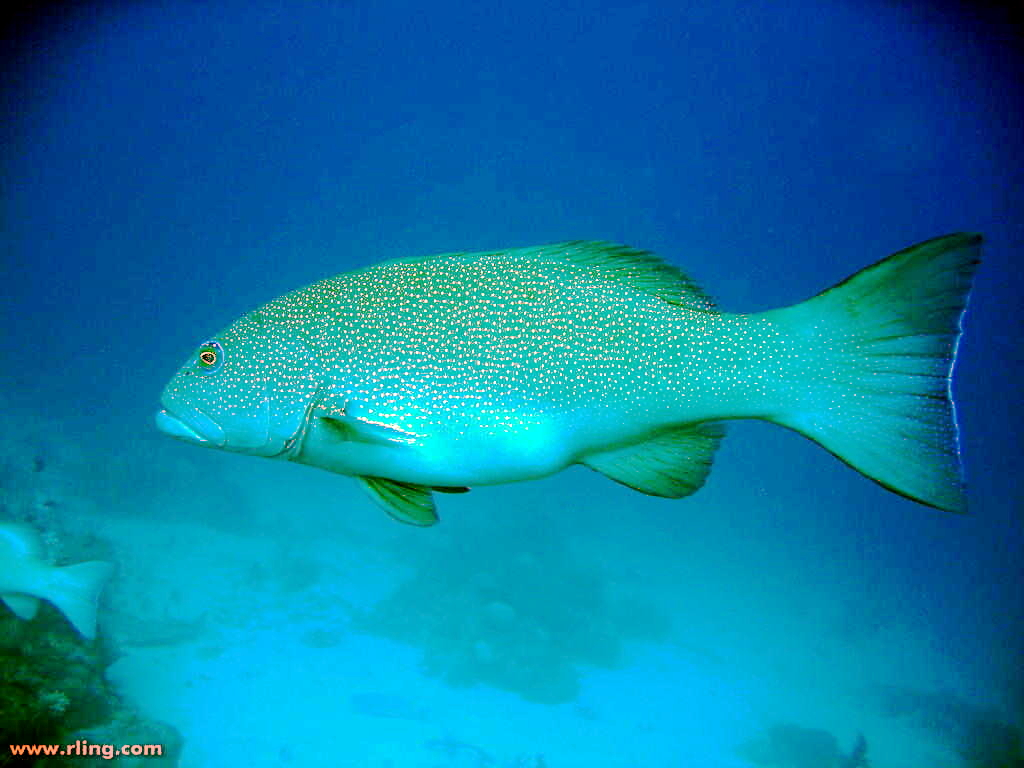
Leopard-Forellenbarsch (Plectropomus leopardus)

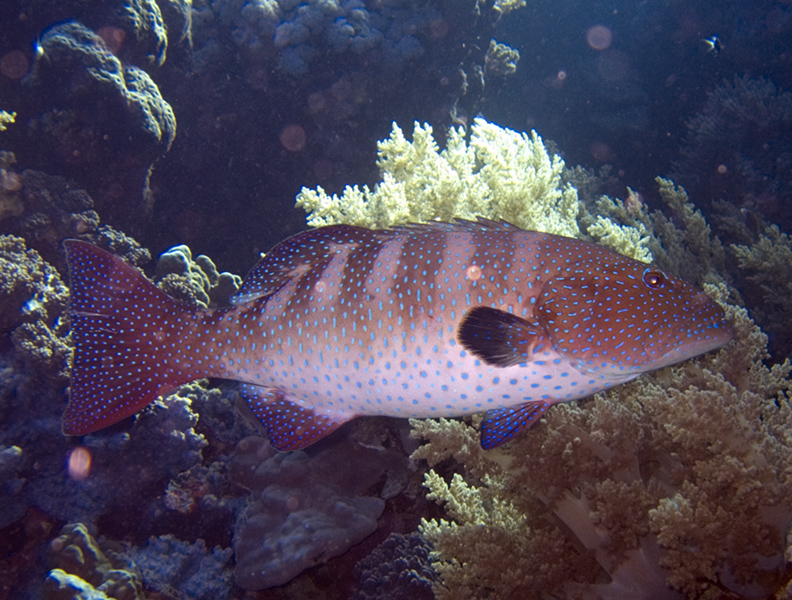
Panther-Forellenbarsch (Plectropomus pessuliferus)

## Arten
Nach einer im September 2018 veröffentlichten umfangreichen Revision werden heute neun Arten in die Gattungen Plectropomus gestellt.
- Dunkelflossen-Forellenbarsch (Plectropomus areolatus) (Rüppell, 1830)
- Sattel-Forellenbarsch (Plectropomus laevis) (Lacepède, 1801)
- Leopard-Forellenbarsch (Plectropomus leopardus) (Lacepède, 1802)
- Kinnstreifen-Forellenbarsch (Plectropomus maculatus) (Bloch, 1790)
- Plectropomus marisrubri Randall & Hoese 1986
- Blaustreifen-Forellenbarsch (Plectropomus oligacanthus) (Bleeker, 1854)
- Panther-Forellenbarsch (Plectropomus pessuliferus) (Fowler, 1904)
- Plectropomus powelli (Smith, 1964)
- Afrikanischer Forellenbarsch (Plectropomus punctatus) (Quoy & Gaimard, 1824)